# Suyo

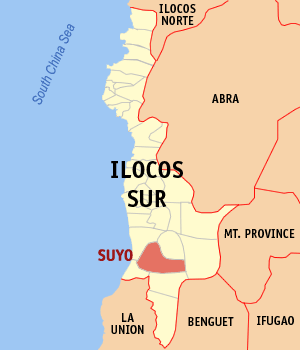
Bản đồ Ilocos Sur với vị trí của Suyo

Suyo là một đô thị hạng 4 ở tỉnh Ilocos Sur, Philippines. Theo điều tra dân số năm 2000 của Philipin, đô thị này có dân số 9.685 người trong 1.859 hộ.

## Các đơn vị hành chính
Suyo được chia ra 8 barangay.
- Baringcucurong
- Cabugao
- Man-atong
- Patoc-ao
- Poblacion (Kimpusa)
- Suyo Proper
- Urzadan
- Uso